# Hypsugo anthonyi
Hypsugo anthonyi é uma espécie de morcego da família Vespertilionidae. Endêmica de Mianmar.